# Cornlea
Cornlea – wieś w Stanach Zjednoczonych, w stanie Nebraska, w hrabstwie Platte.